# OP-Handbuch
Das OP-Handbuch ist ein Nachschlagewerk und Lehrbuch für Pflegepersonal im Operationsdienst. Bislang sind sieben Auflagen erschienen.

## Entwicklung
Grundlage des Buchs waren Aufzeichnungen von zwei lehrenden OP-Pflegekräften am Allgemeinen Krankenhaus Altona. Rüdiger Döhler betrieb ihre Veröffentlichung als Buch bei Springer. Im Handbuchformat 17 cm × 24 cm erschien 1995 das OP-Handbuch. Grundlagen, Instrumentarium, OP-Ablauf. Herausgeber waren die beiden Fachkrankenpflegekräfte Irmengard Middelanis-Neumann und Margret Liehn und die Oberärzte Steinmüller und Döhler. Die elf Kapitel der 1. Auflage befassten sich mit Grundlagen der Arbeit im Operationssaal, mit Viszeralchirurgie, Unfallchirurgie, Gefäßchirurgie, Shunts und Portkathetern, Thoraxchirurgie, Gynäkologie, Urologie, Neurochirurgie, Mund-, Kiefer- und Gesichtschirurgie und Hals-Nasen-Ohren-Heilkunde. Naturgemäß wurde das Buch in den folgenden Auflagen immer umfangreicher. Die Seitenzahl wuchs von 446 auf 786, die Kapitelzahl auf 17. An Themen hinzugekommen sind Herzchirurgie, Kinderchirurgie, Augenheilkunde, Verbrennungen, Plastische Chirurgie und Schönheitsoperationen sowie Organentnahme. Wolfgang Teichmann, Petra Ebbeke, Axel Ekkernkamp und Hartwig Bauer schrieben Geleitworte. In 25 Jahren stieg die Nachfrage nach dem Buch ständig. Das längst nicht mehr „handige“ Buch (21 cm × 28,5 cm) wendet sich an Krankenpflegekräfte im Operationsdienst und an Operationstechnische Assistenten. Gelesen wird es auch von Medizinstudenten und jungen Ärzten. Nach wie vor kommen die meisten Autoren aus Hamburger Kliniken.

## Auflagen und Herausgeber
- 1. Auflage (1995): Middelanis, Liehn, Steinmüller, Döhler.  ISBN 3-540-57464-6.
- 2. Auflage (1999): Middelanis, Liehn, Steinmüller, Döhler. ISBN 3-540-65336-8.
- 3. Auflage (2003): Middelanis, Liehn, Steinmüller, Döhler. ISBN 3-540-43441-0.
- 4. Auflage (2007): Liehn, Middelanis, Steinmüller, Döhler. ISBN 978-3-540-72269-4.
- 5. Auflage (2011): Liehn, Steinmüller, Döhler. ISBN 978-3-642-16844-4.
- 6. Auflage (2016): Liehn, Lengersdorf, Steinmüller, Döhler. ISBN 978-3-662-49280-2.
- 7. Auflage (2021): Liehn, Lengersdorf, Steinmüller, Döhler. ISBN 978-3-662-61100-5.

## Kapitelautoren
Titel und Autoren der 7. Auflage, frühere Autoren ohne Zuordnung der Auflagen in alphabetischer Reihenfolge
1. Grundlagen: B. Lengersdorf, M. Liehn, L. Steinmüller, Ina Welk. – In früheren Auflagen: I. Middelanis, Jörg Caselitz.
2. Allgemeinchirurgie und Viszeralchirurgie: Jeanette Hundertmark, M. Liehn, L. Steinmüller, Hendrik Schimmelpenning, Ralf Weise, Marianne Preuth, Andreas Schmidt, Ursula Engel, Kristina Schröder. – In früheren Auflagen: Anke Augustin, Sabine Bröker, Axel Poser.
3. Orthopädie, Unfallchirurgie und Handchirurgie (mit Wirbelsäule und Fuß): Astrid Jürgens, R. Döhler, Konrad Mader, Klaus Seide, Jürgen Madert, Angela Simon, Jan Cruse, M. Liehn. – In früheren Auflagen:  Wolfgang Maria Franck, Stefanie Gottwald, Anett Gudat, Christian Jürgens, Silke Mein, I. Middelanis, Karsten Ritter-Lang, Rainer Thönnessen, Gabriele Walura.
4. Gefäßchirurgie: Patricia Vinz, Olga Aßmann, Daniel Hinck. – In früheren Auflagen: Annette Kormann, Helmut Kortmann, Marc Liedke, I. Middelanis.
5. Shunt- und Portsysteme: L. Steinmüller, B. Lengersdorf. – In früheren Auflagen: A. Kormann, M. Liedke, M. Liehn, I. Middelanis.
6. Thoraxchirurgie: Rosa Böttger, Sönke v. Weihe. – In früheren Auflagen: Christiane Albrecht, M. Liehn, Masaki Nakashima, L. Steinmüller.
7. Kardiochirurgie: Friedrich-Christian Rieß, Ursula Kammin, Anja Urbahns, unter Mitarbeit von E. Binczyk. – In früheren Auflagen: Birgit v. Essen, Lorenz Hansen, M. Liehn.
8. Gynäkologie: Ulrike Havemann, Mahtab Bazargan. – In früheren Auflagen: I. Middelanis, Johannes Middelanis.
9. Urologie: B. Lengersdorf, Cord Matthies, Denise Oppermann, Alexander Haese, K. Schröder. – In früheren Auflagen: Anke Baumgarten, S. Bröker, U. Havemann, Rolf Hubmann, M. Liehn, I. Middelanis, Annegret Nietz, Thomas Wiebel.
10. Neurochirurgie: M. Liehn, Martin Brunken, Peggy Pflug, Carina Mlitzko. – In früheren Auflagen: Eckhardt Fliedner, A. Gudat, Michael Kämper, Ralf Pinnau, Martin Weißflog.
11. Mund-, Kiefer- und Gesichtschirurgie: B. Lengersdorf, Ina Giersdorf. – In früheren Auflagen: M. Liehn, Günter Nehse.
12. Hals-Nasen-Ohren-Chirurgie: B. Lengersdorf, Carsten Juhran. – In früheren Auflagen: Thomas Grundmann, M. Liehn, Anna Paul.
13. Kinderchirurgie: Annika Steinbrink, Fatima Mahdjoub, Florentin Eden, Marcel Hübler, Konrad Reinshagen, Michael Boettcher, Sabine Kerner, Yvonne Mally, Ina Ridderbusch, Michaela Klinke, Ingo Königs, Sabine Lüers, Safiullah Najem, Demila Jost, Miriam Fattouh, Christian Hagemann, Anne Stillke, Olaf Krüger, Carolin Stiel. – In früheren Auflagen: M. Liehn, Peter Reifferscheid.
14. Augenheilkunde (Ophthalmologie): B. Lengersdorf, Detlef Rose. – In früheren Auflagen: Arnd Bunsem,  Florian Rüfer, I. Welk.
15. Verbrennungen: Christoph Mädler. – In früheren Auflagen: M. Liehn, Christel Westphal.
16. Plastische Chirurgie – Ästhetische Chirurgie: B. v. Essen, Marian Stefan Mackowski.
17. Organexplantation – Multiorganentnahme: K. Schröder. – In früheren Auflagen: M. Liehn.